# Tuula Kallioniemi
Tuula Inkeri Kallioniemi (née Laaksonen le 22 mars 1951 à Kemi) est une écrivaine finlandaise de littérature jeunesse.

## Œuvres
- Karkulaiset (1978)
- Toivoton tapaus? (1978)
- Samin siili (1979)
- Tynämiittipaukku (ill. Ulla Vaajakallio), Otava, 1979 (ISBN 951-1-05393-0)
- Hikivuoren hirmuloikka (1980)
- Kidnapattu kissa (1980)
- Mä, Liimatainen ja muut (1981)
- Kameleonttivuosi (1982)
- Se Salaperäinen Punatukka (1982)
- Unohdettujen metsän salaisuus (1983)
- Me vakoojat (1984)
- Paha poika (1984)
- Kuinka Sepontyttö vapautti taivaanvalot, illustrations de Ulla Vaajakallio (1984)
- Salapoliisi T. Koljosen vaarallinen tehtävä (1985)
- Salapoliisi T. Koljonen puhelinkoppiterroristien jäljillä (1986)
- Ritari Artturi ja haarniska-allergia (1987)
- Minä pärjään kyllä (1987)
- Salainen koiranpentu (1988)
- Viimeinen juna (1989)
- Aasi ja Morso (1989)
- T. Koljonen ja vaarallisia suhteita (1989)
- Lätkässä (1990)
- Äijänkäppänä ja Pitkänokka (1991)
- Rääväsuu rakastuu (1991)
- Järvihirviö (1991)
- Simpsakka ihminen (1992)
- Aasi, Morso ja Mauri Mourunen (1992)
- Kostajat (1992)
- Kevätrakkaus (1993)
- Vili, sankarikoira (1993)
- Linda K. (1993)
- Kummallinen kummitus (1994)
- Suoraa toimintaa, Tossavaiset (1994)
- Vili ja Lööperi, kaksi kieroa koiraa (1994)
- Vili, nokkela nuuskija (1995)
- Tuomas Tossavaisen hämärä menneisyys (1995)
- Aleksanteri Suuri ja muita koirajuttuja (1995)
- Sir Vilin käytöskurssi (1995)
- Bongaa tilhi, Tossavainen (1996)
- Kuka rakastaa Ruusua? (1997)
- Ihmemies Topi (1998)
- Lanka palaa (1999)
- Topi ja viimeinen mohikaani (2000)
- Tossavaiset, totta kai! (2000)
- Kolme lystikästä ystävää (2000)
- Tule takaisin, pikku nalle (2003)
- Nikolai Kärpäsen ihmeellinen talvi (2004)
- Kaveria ei jätetä, pikku nalle (2005)
- Kulkuripoika ja Tuulen tyttö (2005)
- Pää kylmänä, Papriikka (2007)
- Rottaklaani (2008)
- Valopäiden veljeskunta (2010)
- Aaveita ja avaruusolentoja (2012)
- Pako (2015)

### Série Pätkämäki (2002–2007)
- (fi) Pätkämäen toivot pisnesmiehinä (ill. Jussi Kaakinen), Helsinki, Otava, 2002 (ISBN 951-1-18231-5)
- (fi) Pätkämäen toivot amatsonien armoilla (ill. Jussi Kaakinen), Helsinki, Otava, 2003 (ISBN 951-1-18894-1)
- (fi) Pätkämäen robin hoodit (ill. Jussi Kaakinen), Helsinki, Otava, 2004, 151 p. (ISBN 951-1-19738-X)
- (fi) Pätkämäen Tonnikihot (ill. Jussi Kaakinen), Helsinki, Otava, 2006, 206 p. (ISBN 951-1-21315-6)
- (fi) Pätkämäen tarzanit (ill. Jussi Kaakinen), Helsinki, Otava, 2007 (ISBN 978-951-1-21672-8)

### Série Konsta (1999–2012)
- (fi) Kotikujan Konsta (ill. Leena Lumme), Helsinki, Otava, 1999 (ISBN 978-951-1-15935-3)
- (fi) Konsta, eka A (ill. Leena Lumme), Helsinki, Otava, 2004 (ISBN 978-951-1-19713-3)
- (fi) Koulu on kivaa, Konsta (ill. Leena Lumme), Helsinki, Otava, 2005 (ISBN 978-951-1-20100-7)
- (fi) Konsta kesälaitumilla (ill. Leena Lumme), Helsinki, Otava, 2006 (ISBN 978-951-1-20875-4)
- (fi) Konsta, tokaluokkalainen (ill. Leena Lumme), Helsinki, Otava, 2006 (ISBN 978-951-1-21222-5)
- (fi) Konsta ja näkymätön Niklas (ill. Leena Lumme), Helsinki, Otava, 2007 (ISBN 978-951-1-21935-4)
- (fi) Salapoliisi Konsta (ill. Leena Lumme), Helsinki, Otava, 2008 (ISBN 978-951-1-22449-5)
- (fi) Konstan etsivätoimisto (ill. Leena Lumme), Helsinki, Otava, 2009 (ISBN 978-951-1-23390-9)
- (fi) Konsta, kovanaama (ill. Leena Lumme), Helsinki, Otava, 2009 (ISBN 978-951-1-23725-9)
- (fi) Konsta sydämen asialla (ill. Leena Lumme), Helsinki, Otava, 2010 (ISBN 978-951-1-24307-6)
- (fi) Konsta, talenttitähti (ill. Leena Lumme), Helsinki, Otava, 2011 (ISBN 978-951-1-25225-2)
- (fi) Konsta leirikoulussa (ill. Leena Lumme), Helsinki, Otava, 2012 (ISBN 978-951-1-26490-3)

## Prix et reconnaissance
- Prix Topelius, 1979
- Prix de la littérature de l'État finlandais, 1985, 2012
- (international) « Honour List » 1986[1] de l' IBBY, catégorie Auteur, pour Kuinka Sepontyttö vapautti taivaanvalot (illustrations de Ulla Vaajakallio)
- Médaille Anni Swan, 1994
- Prix Kaarina Helakisa, 1999
- Prix Pertsa et Kilu, 2000
- Prix Pirkanmaan Plättä, 2001, 2010
- Prix Alex Matson, 2010
- Prix Tirlittan, 2013
- Prix littéraire de la ville de Tampere, 1978, 1980, 1985, 1989, 1994, 1999, 2010